# Tom Reidar Haraldsen
Tom Reidar Haraldsen (29 agosto 1980) è un ex calciatore norvegese, che giocava come difensore.

## Biografia
È il fratello di Knut Henry Haraldsen. È stato sposato con la giocatrice di pallamano Katrine Lunde Haraldsen.

## Carriera

### Club
Haraldsen giocò per lo Start, prima di passare all'Oslo Øst. Debuttò in squadra il 14 aprile 2002, schierato titolare nel pareggio per 1-1 contro lo Aalesund. Il 5 maggio segnò la prima rete, nel 2-2 casalingo contro lo Haugesund.
L'anno seguente, passò al Moss. Esordì in squadra nel pareggio a reti inviolate contro lo Haugesund. Il 25 aprile 2004 segnò la prima rete, nel successo per 2-1 sul Vard Haugesund.
In seguito, firmò per il Viborg, trasferendosi così in Danimarca. Il primo incontro nella Superligaen fu datato 18 marzo 2007, quando subentrò a Christopher Poulsen nel pareggio per 1-1 contro il Brøndby.
Nel 2008 tornò in patria, nelle file del Sandnes Ulf. Debuttò il 6 aprile, nel pareggio per 1-1 contro il Moss. Il 25 maggio segnò nel 2-1 sul Løv-Ham. Nel 2009 passò al Bryne, esordendo il 27 gennaio, quando sostituì Kai Ove Stokkeland nella sconfitta per 1-0 sul campo dello Skeid.
Nel 2010 tornò al Moss.

## Palmarès

### Individuale
- Capocannoniere della 1. divisjon: 1

2002 (30 reti)